# Nostoceras
Nostoceras (лат.) — вымерший род аммонитов, обитавших с кампанского по маастрихтский века позднего мелового периода.

## Таксономия
Nostoceras — типовой род семейства Nostoceratidae в надсемействе Turrilitoidea, которое включают в подотряд Ancyloceratina, либо в Turrilitina — предложенный отряд аммонитов с, вероятно, особым происхождением, однако эта версия не обладает большой поддержкой.

## Распространение
Окаменелости Nostoceras найдены в морских отложениях кампанского яруса (верхний мел) в США, Мексике, Европе (Англия, Нидерланды, Австрия, Бельгия, Дания, Франция, Германия, Испания, Италия), Таджикистане, Узбекистане, Туркменистане, Ираке, Омане, Африке (ЮАР, Ангола, Нигерия), Мадагаскаре, Австралии и Японии.

## Описание
Для Nostoceras характерна плотно скрученная спиральная раковина над большой U-образной камерой тела с отверстием у взрослых особей, которое почти касается спирали. Начальные спиральные обороты покрыты тонкими рёбрышками и на них могут располагаться небольшие шипы. У U-образной камеры туловища более грубая ребристость и более крупные бугорки. На фрагмоконе могут присутствовать периодические сужения. Раковина может закручиваться как в левую, так и в правую стороны. По форме туловища Nostoceras напоминает Bostrychoceras за исключением того, что его рёбра могут быть расширены, а сужения могут присутствовать или отсутствовать.
Представители вида Nostoceras hyatti могли достигать 90 мм в длину.

## Галерея

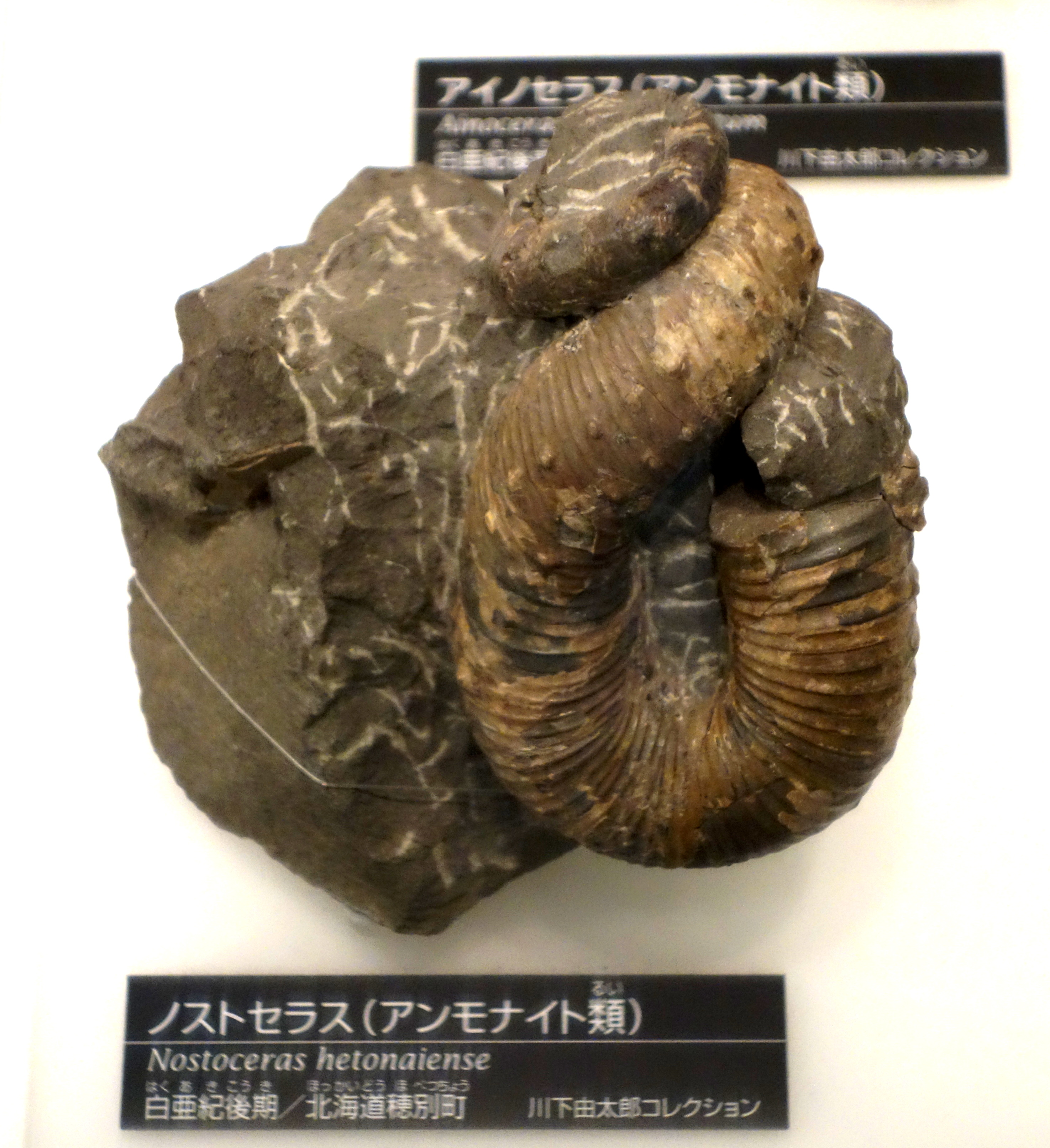
Nostoceras hetonaiense
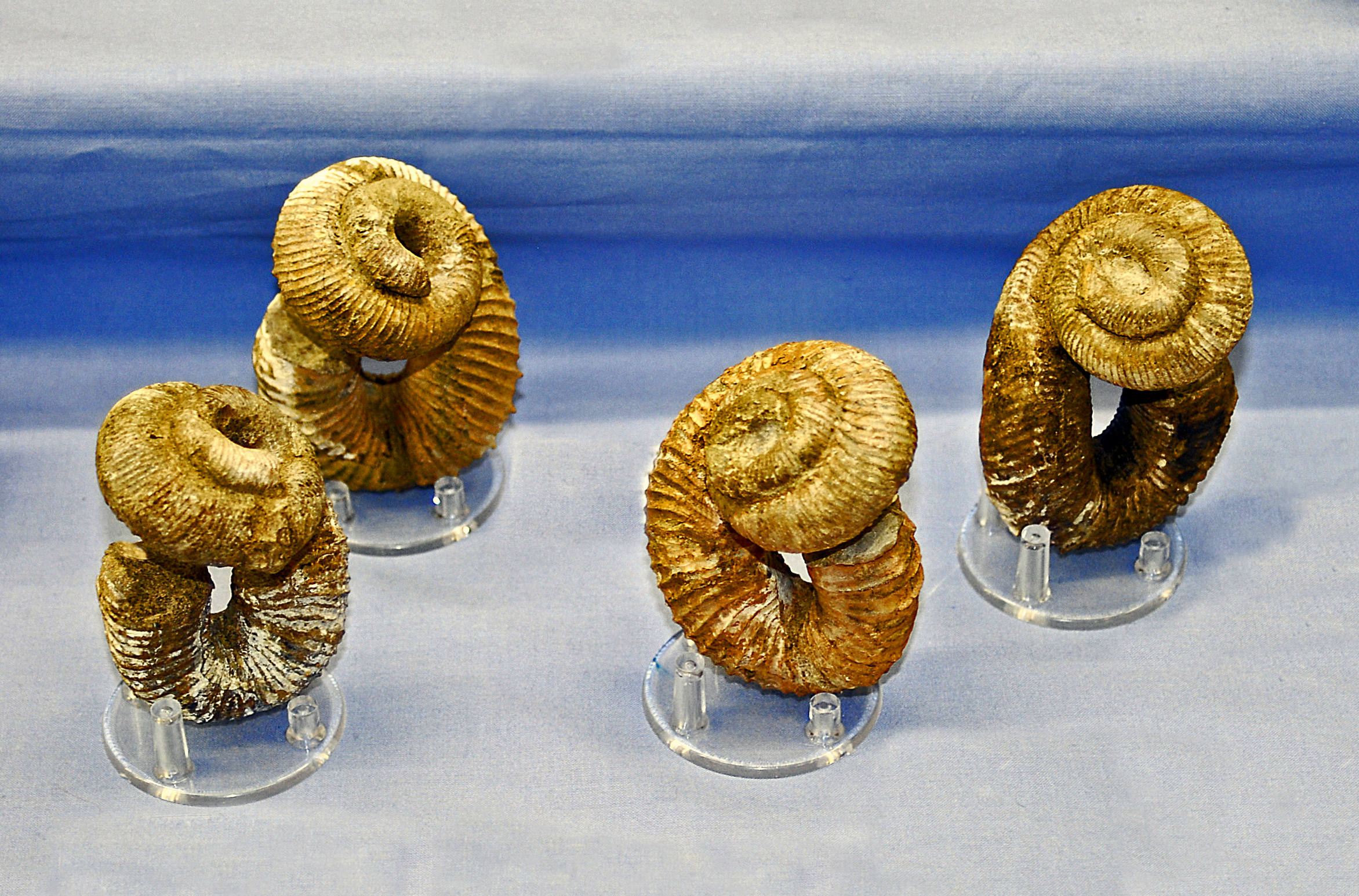
Окаменелости Nostoceras malagasyense из кампанских отложений Тулеара (Мадагаскар)